# Przelewice (powiat pyrzycki)
Przelewice (niem. Prillwitz) – wieś w Polsce położona w województwie zachodniopomorskim, w powiecie pyrzyckim, w gminie Przelewice, nad Przelewicką Strugą, w odległości 4 km od jeziora Płoń.
W latach 1975–1998 miejscowość należała administracyjnie do województwa szczecińskiego.
Miejscowość jest siedzibą gminy Przelewice. We wsi znajduje się niezwykle różnorodny gatunkowo ogród dendrologiczny założony przez niemieckiego króla hut Conrada von Borsiga. W miejscowości funkcjonuje klub piłkarski LKS „Wicher” Przelewice, który do 1994 roku miał swoją siedzibę w Kłodzinie.

## Historia
Od 1799 r. własność Augusta Heinricha von Borgstedego, urzędnika Pruskiego Ministerstwa Skarbu. Borgstede wybudował pałac i założył park angielski. Późniejsze dzieje pałacu i ogrodu w Przelewicach wiążą się z historią wielkiej miłości księcia Augusta Pruskiego (bratanka króla Fryderyka Wilhelma II) do Augusty Arend (1801–1834, od 1825 tytuł szlachecki jako Augusta von Prillwitz), córki berlińskiego kupca, z którą miał siedmioro dzieci. Dobra przelewickie zostały przekazane w 1843 r., zgodnie z testamentem księcia, najstarszemu synowi Augusta z nieformalnego związku z Augustą Arend, Augustowi Ludwikowi Ferdynandowi (1825–1849).

Ostatnim właścicielem Przelewic był Conrad von Borsig (1873–1945), współwłaściciel firmy August Borsig GmbH, członek Niemieckiego Towarzystwa Dendrologicznego, który na bazie istniejącego parku założył ogród dendrologiczny w 1923 r.

## Zabytki
- kościół parafialny pw. MB Królowej Polski z 2 poł. XIII w. z ciosów granitowych ze szczytem ozdobionym blendami, dwa portale ostrołukowe, wieża drewniana z XVIII/XIX w., pozostałością dawnego wystroju jest klasycystyczna empora organowa i barokowy ołtarz główny. Obok plebania murowana z przełomu XVIII i XIX w. kryta dachem naczółkowym (obiekt zabytkowy, nr rej. 145 z 31.08.1956)[6];
- zespół pałacowy z XVIII-XX: 
  - pałac z pierwszej ćw. XIX, nr rej.: 792 z 3.12.1976;
  - dwór, ob. oficyna, 1884, nr rej.: 551 z 17.01.1966;
  - park (ogród dendrologiczny), nr rej.: 791 z 1.12.1976
- zespół folwarczny, nr rej.: A-103 z 28.10.2002: spichrz I, 1880; stajnia z wozownią I, 1910; stajnia II, 1910; 2 stodoły, 1910; stodoła III, 1911; spichrz II, 1912; gorzelnia-płatkarnia, 1912; obora, 1912